# ヌガー

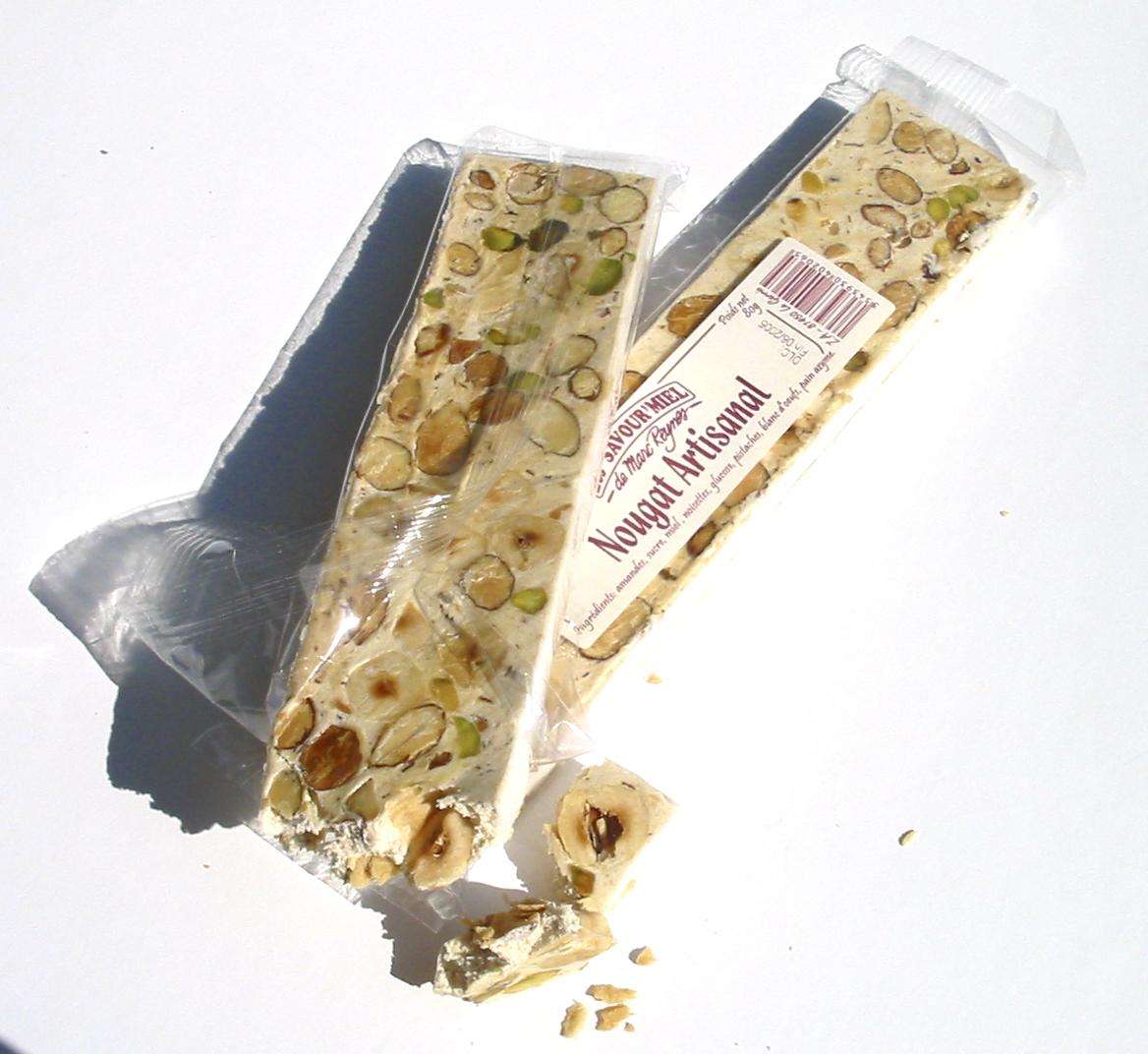
一般的なヌガー

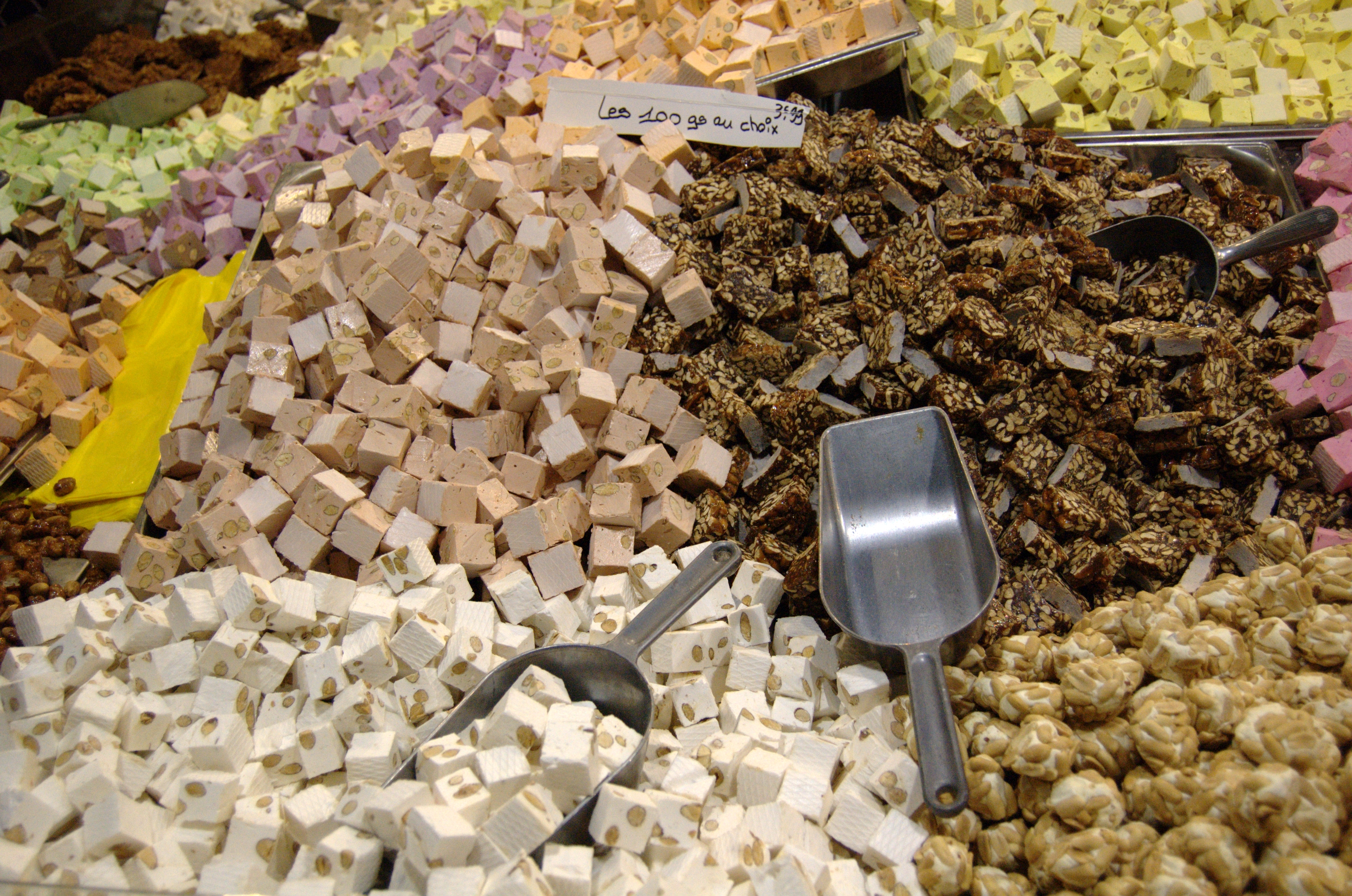
様々な種類のヌガーが並ぶスタンド、フランス・パリで開催された農業展にて

ヌガー（仏: nougat）は、菓子のひとつ。ソフトキャンディーの一種。
砂糖と水飴を低温で煮詰め、アーモンドなどのナッツ類やドライフルーツなどを混ぜ、冷し固めて作る。茶色くて固く、歯に粘りつくような食感が特徴である。
メレンゲ（泡立てた卵白）を加えて作る、軽い食感の白いヌガー（Nougat de Montélimar、ヌガー・ド・モンテリマール）もある。

## 歴史
ヌガーは紀元前に考案されたアラブの菓子ハルヴァに由来するもので、最初はクルミと蜂蜜によって作られていた。これが中国にわたって牛軋糖(ニュウガータン)と呼ばれる菓子となり、さらにフランスに持ち帰られることで、南仏の名産品であり長期保存に耐えるアーモンドを使用する菓子に変わった。17世紀にはメレンゲの使用が一般的になっている。蜂蜜の含有率が高いヌガーほど元祖に近く、現在でも高級品とされている。
イタリアでも作られており、ヴェネト州のコローニャ・ヴェーネタはマンドルラートと呼ばれるヌガーの生産で有名である。
台湾ではパイナップルケーキと並ぶ代表的なお土産品「牛軋糖」として、各所で販売されている。ミルクベースが特徴で、ドライフルーツやナッツ類をブレンドして硬化させたお菓子である。